# Nykarê
Pour les articles homonymes, voir Nykarê (homonymie).
Nykarê est un roi égyptien de la VIIIe dynastie égyptienne.
D'après les égyptologues Kim Ryholt, Jürgen von Beckerath et Darrell D. Baker, il est le neuvième roi de la VIIIe dynastie,,, dont le siège du pouvoir est Memphis.

## Attestations
Nikarê n'est connu avec certitude que grâce à la liste des rois d'Abydos, liste de rois expurgée pendant le règne de Séthi Ier, où son nom apparaît à la 48e entrée. Il est possible que Nikarê soit également mentionné sur le Canon royal de Turin, mais son nom et la durée de son règne sont perdus dans une grande lacune affectant les rois deux à onze de la VIIIe dynastie.
À part à Abydos, aucun document de son règne n'a été trouvé sauf peut-être sur un sceau cylindrique où Peter Kaplony pense avoir trouvé son nom, ainsi qu'une plaquette en or, aujourd'hui au British Museum et considérée par certains comme une contrefaçon, sur laquelle sont inscrits son nom et celui de Néferkamin Ier.